# Lophiodon rufescens
Lophiodon rufescens là một loài rêu trong họ Ditrichaceae. Loài này được Hampe Paris mô tả khoa học đầu tiên năm 1905.